# Lisa Brennauer
Lisa Brennauer (Kempten, 8 juni 1988) is een Duits voormalig wielrenster, die actief was op de baan en op de weg.

## Carrière
Op 24 september 2014 werd ze wereldkampioene tijdrijden in Ponferrada in Spanje. Op 2 augustus 2021 werd ze in Tokio Olympisch kampioene op de baan in de ploegenachtervolging. In 2013, 2014 en 2015 werd ze tevens wereldkampioene ploegentijdrit en in 2021 wereldkampioen mixed relay. Ook werd ze diverse keren Duits kampioene tijdrijden en op de weg. In 2015 won zij de Nederlandse etappekoersen Holland Ladies Tour en de Energiewacht Tour.
Op de Olympische Zomerspelen 2012 in Londen werd ze 8e namens Duitsland in de ploegenachtervolging op de baan. Brennauer werd 8e en 19e in de tijd- en wegrit op de Olympische Zomerspelen 2016 in Rio de Janeiro. In 2021 nam ze namens Duitsland deel aan de Olympische Zomerspelen 2020 in Tokio; ze werd zesde in zowel de tijdrit als de wegrit en in de ploegenachtervolging reed ze samen met Franziska Brauße, Lisa Klein en Mieke Kröger in de kwalificaties een wereldrecordtijd van 4 minuten en 7,307 seconden. In de finale werden ze Olympisch kampioen door de Britten te verslaan in een nieuw wereldrecord: 4 minuten en 4,242 seconden.
Brennauer reed in 2009 voor Equipe Nürnberger Versicherung, in 2010 en 2011 voor Hitec Products en vervolgens zes jaar bij Specialized-lululemon (dat later Velocio-SRAM en Canyon-SRAM heette). In 2018 reed ze voor Wiggle High5 en vanaf 2019 voor WNT-Rotor. Na de Europese kampioenschappen 2022 in München hing ze haar fiets aan de wilgen.
In januari 2023 maakte Brennauer bekend zwanger te zijn van haar eerste kind.

## Palmares

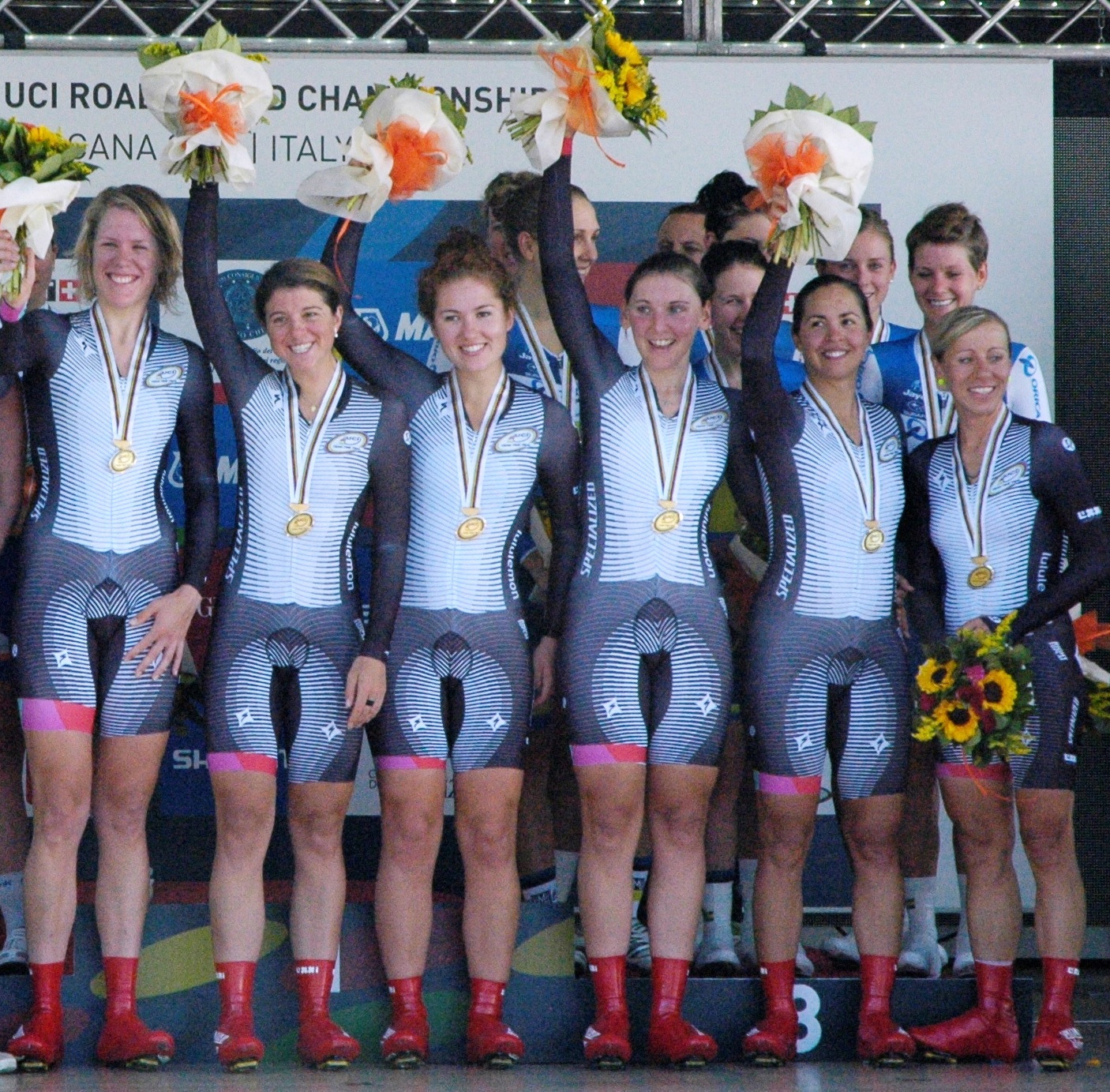
WK Ploegentijdrit 2013 3e van rechts

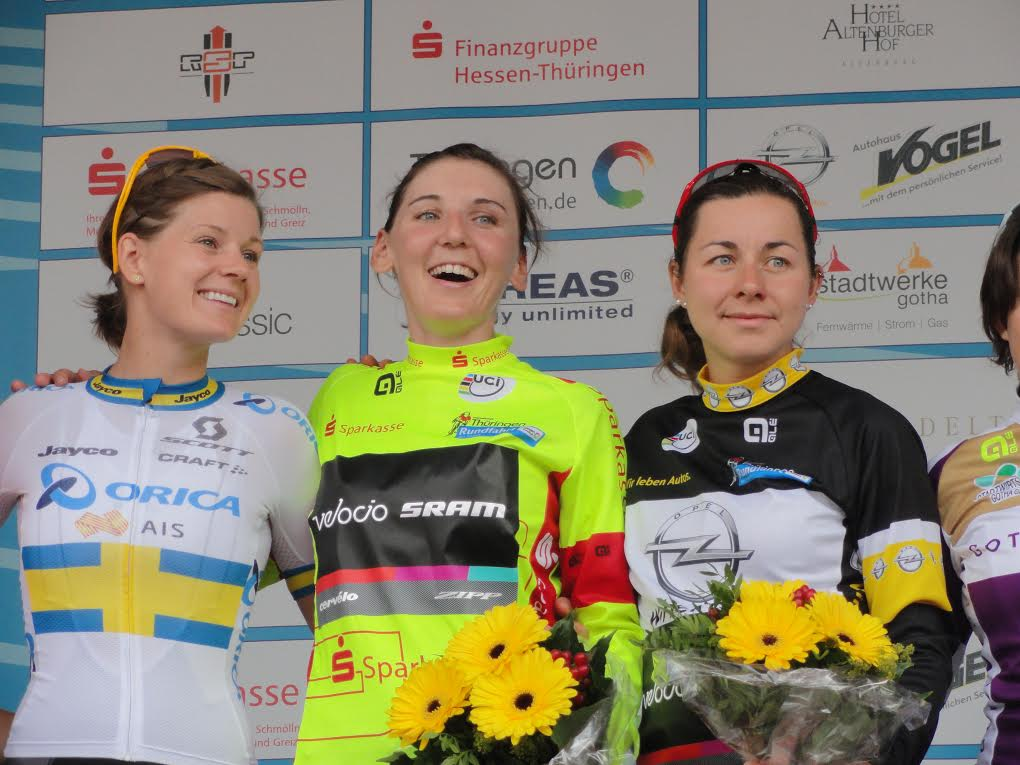
Ronde van Thüringen 2015

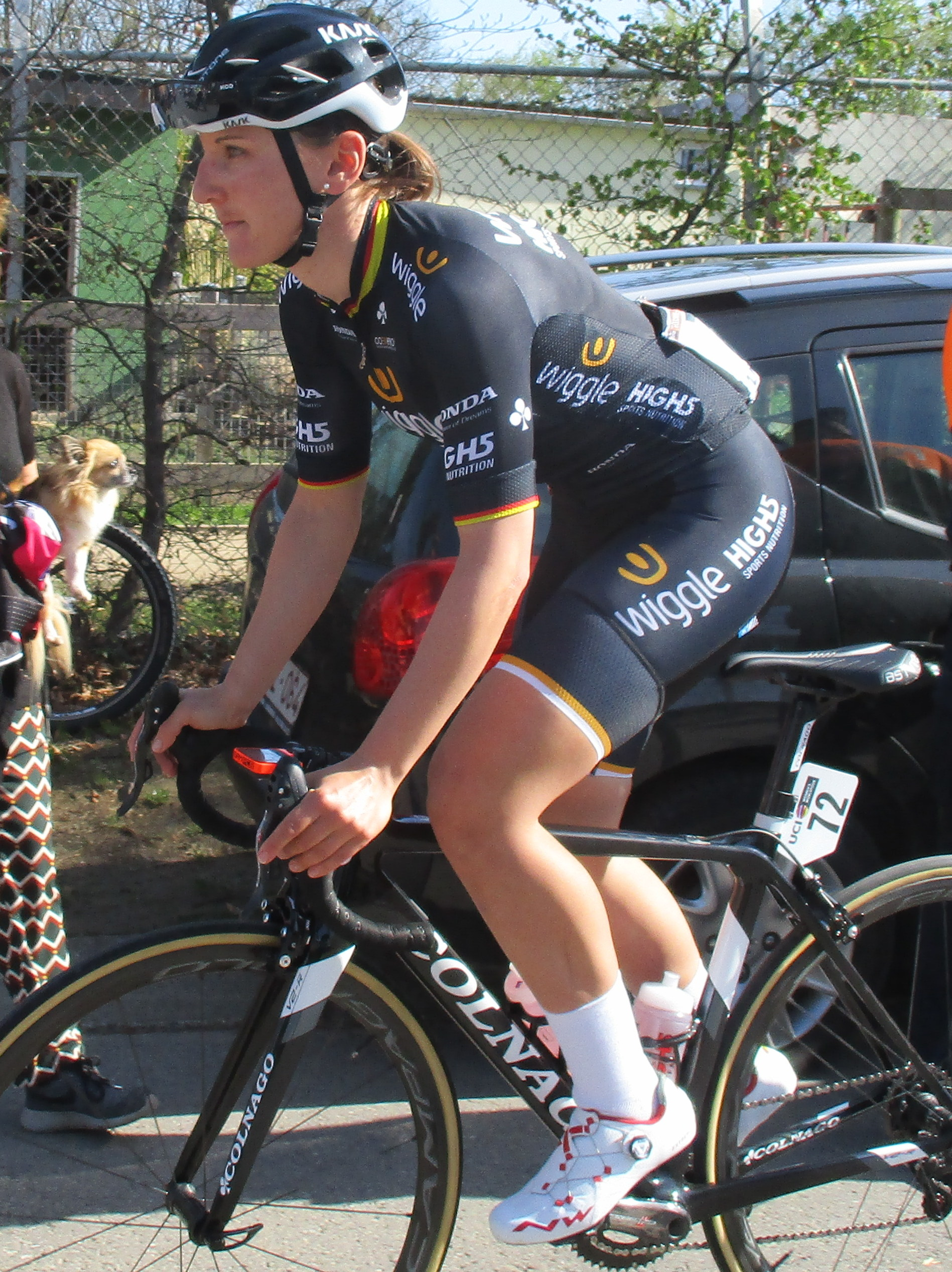
Waalse Pijl 2018

### Wegwielrennen
2005
 Wereldkampioene tijdrijden, junioren
2008
 EK op de weg, beloften
2009
3e etappe Albstadt
Aichach
2013
 UCI Ploegentijdrit
 Duits kampioen tijdrijden, Elite
5e etappe (tijdrit) Tour Languedoc Roussillon
Open de Suède Vårgårda (ploegentijdrit)
1e etappe (tijdrit) Ronde van België
2e etappe (tijdrit) Holland Ladies Tour
2014
 UCI Ploegentijdrit
 Wereldkampioene tijdrijden, Elite
 Wereldkampioenschap op de weg
 Duits kampioen tijdrijden, Elite
 Duits kampioen wegwedstrijd, Elite
 Eindklassement Auensteiner-Radsporttage
1e (tijdrit) en 2e etappe Auensteiner-Radsporttage
Ronde van Overijssel
proloog en 3e etappe (tijdrit) Ronde van Thüringen
Open de Suède Vårgårda (ploegentijdrit)
2e etappe Holland Ladies Tour
2015
 UCI Ploegentijdrit
 Wereldkampioenschap tijdrijden
 Eindklassement Energiewacht Tour
2e etappe A (ploegentijdrit) Energiewacht Tour
 Eindklassement Holland Ladies Tour
4e en 5e etappe (tijdrit) Holland Ladies Tour
3e etappe (ploegentijdrit) Gracia Orlova
4e etappe Aviva Women's Tour
1e en 3e etappe A (tijdrit) Ronde van Thüringen
 Duits kampioenschap tijdrijden
 Duits kampioenschap op de weg
2016
 Puntenklassement Energiewacht Tour
1e etappe Auensteiner-Radsporttage
5e etappe Holland Ladies Tour
 Duits kampioenschap op de weg
 Duits kampioenschap tijdrijden
2017
3e etappe Healthy Ageing Tour
 Eindklassement Thüringen Rundfahrt
Proloog Thüringen Rundfahrt
 Puntenklassement Boels Ladies Tour (WWT)
4e etappe Boels Ladies Tour
2018
 Duits kampioen tijdrijden, Elite
 Eindklassement Thüringen Rundfahrt
4e etappe Thüringen Rundfahrt
2019
 Sprintklassement en etappe 4B Healthy Ageing Tour
2e etappe GP Elsy Jacobs
Eind- en puntenklassement GP Elsy Jacobs
 Duits kampioen wegwedstrijd, Elite
Eindklassement Madrid Challenge (WWT)
1e etappe (tijdrit) Madrid Challenge
2020
 Duits kampioen wegwedstrijd, Elite
Eindklassement Madrid Challenge
2e etappe (tijdrit) Madrid Challenge
2021
 Duits kampioen tijdrijden, Elite
 Duits kampioen wegwedstrijd, Elite
 Wereldkampioen Mixed Relay
2022
 Duits kampioen tijdrijden, Elite

#### Kampioenschappen en kleine rondes
| Wedstrijd                   | 2009 | 2010 | 2011 | 2012 | 2013 | 2014 | 2015   | 2016   | 2017   | 2018 | 2019  | 2020 | 2021 | 2022 |
| --------------------------- | ---- | ---- | ---- | ---- | ---- | ---- | ------ | ------ | ------ | ---- | ----- | ---- | ---- | ---- |
| Duits kampioen op de weg    |      |      | 8ª   | 6ª   | 7ª   | Goud | Brons  | Zilver | Zilver | 15ª  | Goud  | Goud | Goud | 7ª   |
| Duits kampioen tijdrijden   |      |      | 6ª   | 13ª  | Goud | Goud | Zilver | Brons  | Zilver | Goud | Brons |      | Goud | Goud |
| WK op de weg                |      |      | 91ª  |      | dnf  | ↑    | 30ª    | 12ª    | 43ª    |      | 9ª    | 9ª   | 9ª   |      |
| WK tijdrijden               |      |      |      |      | 11ª  | ↑    | ↑      | 6ª     | 12ª    |      | 10ª   | 4ª   |      |      |
| WK ploegentijdrit           |      |      |      |      | ↑    | ↑    | ↑      | ↑      | 4ª     |      | ↑     |      | ↑    |      |
| Olympische Spelen (wegrit)  |      |      |      | -    |      |      |        | 19ª    |        |      |       |      | 6ª   |      |
| Olympische Spelen (tijdrit) |      |      |      | -    |      |      |        | 8ª     |        |      |       |      | 6ª   |      |

| Resultaten in kleinere rondes |                          |                     |                  |                     |
| Jaar                          | Healthy Ageing Tour      | Thüringen Rundfahrt | The Women's Tour | Holland Ladies Tour |
| 2009                          |                          |                     |                  |                     |
| 2010                          |                          | 13e                 |                  | 32e                 |
| 2011                          |                          | 33e                 |                  | 12e                 |
| 2012                          |                          |                     |                  |                     |
| 2013                          | 4e                       | Brons               |                  | 15e (1)             |
| 2014                          | 5e                       | (2)                 | 16e              | (1)                 |
| 2015                          | (1)                      | 5e (2)              | (1)              | (2)                 |
| 2016                          | Brons · Puntenklassement | 8e                  | dnf              | 8e (1)              |
| 2017                          | (1)                      | (1)                 | 22e              | 4e (1)              |
| 2018                          | 10e                      | (1)                 | 30e              | 28e                 |
| 2019                          | 15e (1)                  | 9e                  | 20e              | 8e                  |
| 2020                          |                          |                     |                  |                     |
| 2021                          | Zilver                   | 13e                 |                  |                     |
| 2022                          |                          | 36e                 |                  |                     |

() Tussen haakjes het aantal ritzeges.

### Baanwielrennen

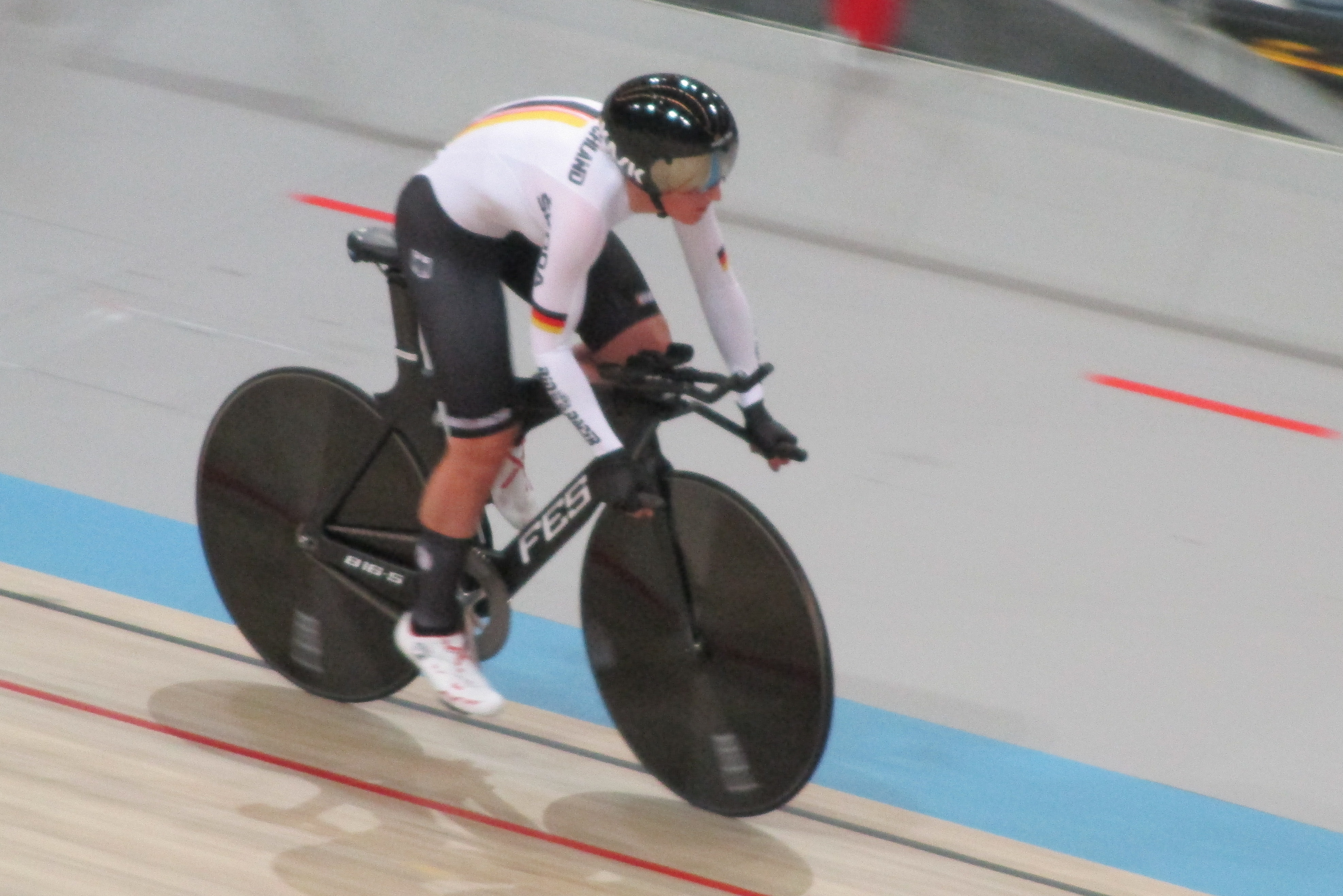
WK baanwielrennen 2018

| Jaar | DK                                   | EK                                   | WK                                   | Overig                        |
| ---- | ------------------------------------ | ------------------------------------ | ------------------------------------ | ----------------------------- |
| 2010 | achtervolging                        | ploegenachtervolging                 |                                      |                               |
| 2011 | omnium · achtervolging               | ploegenachtervolging                 |                                      |                               |
| 2012 |                                      |                                      |                                      | 8e op ploegenachtervolging OS |
| 2013 | achtervolging                        |                                      |                                      |                               |
| 2018 |                                      | achtervolging · ploegenachtervolging |                                      |                               |
| 2019 |                                      | achtervolging · ploegenachtervolging |                                      |                               |
| 2020 |                                      |                                      | achtervolging · ploegenachtervolging |                               |
| 2021 |                                      | achtervolging · ploegenachtervolging | achtervolging · ploegenachtervolging | ploegenachtervolging OS       |
| 2022 | achtervolging · ploegenachtervolging | ploegenachtervolging · achtervolging |                                      |                               |

## Teams

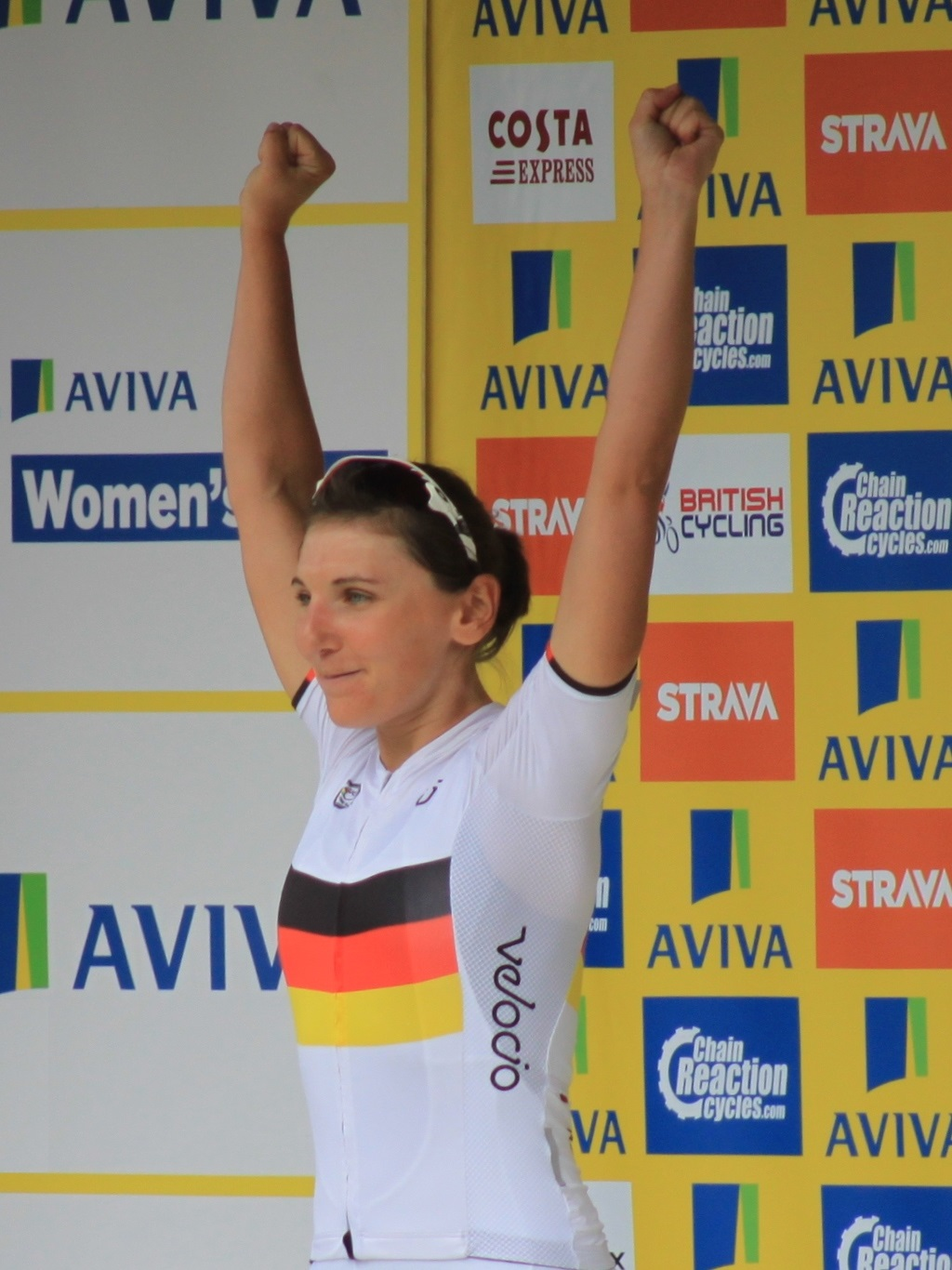
Aviva Women's Tour 2015

2009 -  Equipe Nürnberger Versicherung
2010 -  Hitec Products UCK
2011 -  Hitec Products UCK
2012 -  Specialized-lululemon
2013 -  Specialized-lululemon
2014 -  Specialized-lululemon
2015 -  Velocio-SRAM
2016 -  Canyon-SRAM
2017 -  Canyon-SRAM
2018 -  Wiggle High5
2019 -  WNT-Rotor
2020 -  Ceratizit-WNT
2021 -  Ceratizit-WNT
2022 -  Ceratizit-WNT
2012: King, Rowsell, Trott ·
2016: Archibald, Barker, Rowsell, Trott  ·
2020: Brauße, Brennauer, Klein, Kröger ·
2024: Dygert, Faulkner, Valente, Williams
Becker · Brennauer · Colclough · Fahlin · Hosking · Hughes · Neben · Rowney · Stacher · Stevens · Teutenberg · Van Dijk · Worrack
Brennauer · Carleton · Colclough · Rowney · Small · Stacher · Stevens · Teutenberg · Van Dijk · Wiles · Worrack
Blaak · Brennauer · Canuel · Cromwell · Delzenne · Rowney · Small · Stacher · Stevens · Wiles · Worrack
Amialiusik · Brennauer · Canuel · Cromwell · Delzenne · Guarischi · Kröger · Rowney · Wiles · Worrack
Amialiusik · Barnes · Brennauer · Cecchini · Cromwell · Guarischi · Kröger · Ryan · Worrack
Amialiusik · Barnes · Brennauer · Cecchini · Cromwell · Ferrand-Prévot · Guarischi · Kröger · Ryan · Thorvilson · Worrack
Archibald · Barbieri · Barker · Brennauer · Brown · Cordon · Cure · Edmondson · Fahlin · G. Garner · L. Garner · Leth · Longo Borghini · Ritter · Stewart · Yonamine · Wild
Asencio · Badegruber · Brauße (vanaf 1/7) · Brennauer · Ensing · Hammes · Koppenburg · Koster · Magnaldi · Pilote-Fortin · Rijkes · Santesteban · Soet · Teutenberg · Vieceli · Wild
Asencio · Brauße · Brennauer · Confalonieri · Hammes · Koster · Leth · Magnaldi · Rijkes · Santesteban · Soet · Teutenberg · Vieceli · Wild
Asencio · Banks · Brauße · Brennauer · Confalonieri · Hammes · Henttala · Lach · Leth · Magnaldi · Rijkes · Teutenberg · Vieceli · Wild
Alessio · Alonso · Archibald · Asencio · Brauße · Brennauer(tot 21/8) · Confalonieri · Ebere · Fidanza · Lach · Nilsson · Salazar · Schweinberger · Seidel · Teutenberg · Vieceli